# Libanesischer FA Cup 2017/18
Der Libanesische FA Cup 2017/18 ist die 46. Austragung des Fußballpokalwettbewerbs der Männer. Die zwölf Mannschaften aus der libanesischen Premier League steigen erst im Achtelfinale ein. Titelverteidiger ist Al-Ansar.
Al Ahed gewann das Finale gegen Nejmeh Club mit 4:1 im Elfmeterschießen.

## 1. Runde
| Datum                    |                        | Ergebnis |                          |
| ------------------------ | ---------------------- | -------- | ------------------------ |
| Freitag, 6. Oktober 2017 | Al Ahli Nabatiya (II)  | 3:1      | al Egtmaaey Tripoli (II) |
| Samstag, 7. Oktober 2017 | Al-Ahli Saida (II)     | 0:2      | Shabab al-Ghazieh (II)   |
|                          | Amal Maarka FC (II)    | 2:0      | Homenetmen Beirut (II)   |
| Sonntag, 8. Oktober 2017 | Shabab al-Sahel (II)   | 4:1      | Al-Bourj FC (II)         |
|                          | al-Mabarrah (II)       | 2:0      | Hekmeh FC (II)           |
|                          | Naser Ber Al Yaas (II) | 1:2      | Shabab Majdal Anjar (II) |

## 2. Runde
| Datum                      |                       | Ergebnis |                        |
| -------------------------- | --------------------- | -------- | ---------------------- |
| Freitag, 10. November 2017 | Al Ahli Nabatiya (II) | 3:2      | Shabab al-Ghazieh (II) |
| Samstag, 11. November 2017 | Amal Maarka FC (II)   | 0:4      | Shabab al-Sahel (II)   |

## Achtelfinale
| Datum                      |                          | Ergebnis                         |                           |
| -------------------------- | ------------------------ | -------------------------------- | ------------------------- |
| Freitag, 15. Dezember 2017 | al-Mabarrah (II)         | 0:2 (0:2)                        | al Ahed (I)               |
|                            | Shabab Majdal Anjar (II) | 1:4 (1:1)                        | Tripoli SC (I)            |
|                            | Al Ahli Nabatiya (II)    | 1:3 (0:1)                        | al-Nabi Sheet (I)         |
|                            | Safa SC Beirut (I)       | 2:3 (1:0)                        | Tadamon Sur Club (I)      |
| Samstag, 16. Dezember 2017 | Shabab al-Sahel (II)     | 1:6 (1:1)                        | al-Akhaa al-Ahli Aley (I) |
|                            | Salam Zgharta (I)        | 2:2 n. V. (2:2, 2:2) (4:3 i. E.) | Al Islah (I)              |
|                            | Racing Beirut (I)        | 0:3 n. V.                        | al-Ansar (I)              |
| Sonntag, 17. Dezember 2017 | Nejmeh Club (I)          | 2:0 (1:0)                        | Al Shabab Al Arabi (I)    |

## Viertelfinale
| Datum                       |                      | Ergebnis                         |                           |
| --------------------------- | -------------------- | -------------------------------- | ------------------------- |
| Mittwoch, 7. Februar 2018   | al Ahed (I)          | 1:1 n. V. (1:1, 1:0) (6:5 i. E.) | Tripoli SC (I)            |
| Donnerstag, 8. Februar 2018 | al-Ansar (I)         | 0:1 (0:1)                        | Nejmeh Club (I)           |
| Samstag, 10. Februar 2018   | al-Nabi Sheet (I)    | 0:2 (0:1)                        | al-Akhaa al-Ahli Aley (I) |
| Sonntag, 11. Februar 2018   | Tadamon Sur Club (I) | 1:1 n. V. (1:1, 1:0) (4:3 i. E.) | Salam Zgharta (I)         |

## Halbfinale
| Datum                  |                      | Ergebnis             |                           |
| ---------------------- | -------------------- | -------------------- | ------------------------- |
| Freitag, 6. April 2018 | al Ahed (I)          | 3:2 (1:2)            | al-Akhaa al-Ahli Aley (I) |
| Samstag, 7. April 2018 | Tadamon Sur Club (I) | 2:3 n. V. (1:1, 0:0) | Nejmeh Club (I)           |

## Finale
Das Finale wurde am 29. April 2018 im Camille-Chamoun-Stadion in Beirut ausgetragen.
| Paarung     | al Ahed – Nejmeh Club |
| Ergebnis    | 0:0 n. V., 4:1 i. E. |
| Datum       | Sonntag, 29. April 2018 |
| Stadion     | Camille-Chamoun-Stadion, Beirut |
| Tore        | Elfmeterschießen: 1:0 Nour Mansour Hassan Maatouk schießt über den Kasten 2:0 Haytham Faour 2:1 Kassem Zein 3:1 Ahmad Zreik Darko Micevski schießt über den Kasten 4:1 Samir Ayass                               |
| al Ahed     | Mehdi Khalil – Hussein Al Zein, Nour Mansour, Khalil Khamis, Hussein Dakik – Haytham Faour – Issa Yaakubo (Samir Ayass), Mohamad Haidar – Hassan Sheato, Idrissa Kouyaté, Ahmad Zreik Cheftrainer: Bassem Marmar |
| Nejmeh Club | Ali Sabeh – Kassem Zein , Maher Sabra, Ali Hamam, Andrew Sawaya – Hassan Annan, Darko Micevski, Ali Bazzi, Nader Matar - Hassan Maatouk, Kabiro Moussa Cheftrainer: Theo Bücker                                  |